# 百合镇 (横州市)
百合镇，是中华人民共和国广西壮族自治区南宁市横州市下辖的一个乡镇级行政单位。

## 行政区划
百合镇下辖以下地区：
百合社区、罗凤村、高祝村、黄村、武留村、洪庐村、山江村、大炉村、六答村、庙庄村、田共村、圩背村、录岭村、平阳村、百联村、江口村、马平村、坡塘村、陆屋村、芳岭村、新圩村、平福村、南岸村、芦塘村、永新村、河塘村、妙门村和同菜村。